# Mary Fowler
Mary Boio Fowler (Cairns, 14 febbraio 2003) è una calciatrice australiana, attaccante del Manchester City e della nazionale australiana.

## Carriera

### Club
Originaria di Cairns, nel Queensland, in Australia, è nata nel 2003 da madre papuana e padre irlandese. 2 dei suoi 4 fratelli (il fratello Quivi e la sorella Ciara, anch'essi calciatori) hanno deciso di rappresentare l'Eire a livello internazionale, lei ha invece optato per l'Australia.
Dopo aver giocato nelle giovanili di Saints, Leichhardt, ESA e anche nei Paesi Bassi con il Barendrecht, nel 2019 ha esordito in prima squadra con il Bankstown City, in New South Wales NPL Women.
Per la stagione 2022-23, dopo aver giocato per due anni di fila al Montpellier in Francia, si è trasferita in Inghilterra al Manchester City.
Nell'ottobre del 2023, viene inclusa fra le dieci finaliste del premio European Golden Girl, assegnato dal quotidiano Tuttosport alla miglior giocatrice Under-21 militante in un campionato europeo.

### Nazionale
Nel 2018 ha debuttato in Under-20, disputando le qualificazioni al campionato asiatico Under-19 2019 in Thailandia e il campionato femminile AFF (del sud-est asiatico) del 2018, torneo al quale le Matildas partecipavano non con la nazionale maggiore, ma con la massima rappresentativa giovanile, perso in finale contro la Thailandia per 3-2, nonostante una sua doppietta che aveva portato le australiane sul vantaggio di 2-0.
Il 26 luglio 2018, a 15 anni, ha esordito in nazionale maggiore, entrando al 94' al posto di Sam Kerr nel successo per 3-1 sul Brasile nel Tournament of Nations a Kansas City.
Nel 2019 è stata convocata dal CT Ante Milicic per il Mondiale francese. Con i suoi 16 anni d'età è la più giovane partecipante alla competizione iridata, poco meno di 25 anni di differenza rispetto alla più anziana, la brasiliana Formiga, 41 anni.

## Palmarès

### Nazionale
- Cup of Nations: 1

2023